# Comuna Liubîmivka, Vilneansk
Liubîmivka (în ucraineană Любимівка) este o comună în raionul Vilneansk, regiunea Zaporijjea, Ucraina, formată din satele Derezivka, Harasivka, Hrizne, Liubîmivka (reședința), Novotroiițke, Petrivske, Skeliuvate, Veseloternuvate, Vilneanka și Vîșneakî.

## Demografie
Componența lingvistică a comunei Liubîmivka
     Ucraineană (89,94%)
     Rusă (9,8%)
     Alte limbi (0,17%)
Conform recensământului din 2001, majoritatea populației comunei Liubîmivka era vorbitoare de ucraineană (89,94%), existând în minoritate și vorbitori de rusă (9,8%).